# Het Goede Leven
Het Goede Leven is een Nederlandse publicatie vanuit het sociaal-christelijk gedachtegoed. Op de website worden dagelijks verhalen, artikelen en columns gepubliceerd onder de thema's zingeving, duurzaamheid, democratie en samenleving. Ook verschijnt maandelijks een gedrukt magazine en worden er regelmatig bijeenkomsten georganiseerd.
Het Goede Leven is een product van het Friesch Dagblad en lid van het Christelijk-Sociaal Congres.